# Euophrys quadripunctata
Euophrys quadripunctata är en spindelart som först beskrevs av Lucas 1846.  Euophrys quadripunctata ingår i släktet Euophrys och familjen hoppspindlar. Inga underarter finns listade i Catalogue of Life.